# Wschodnioniemiecka Formuła 3 Sezon 1968
Sezon 1968 był czternastym sezonem Wschodnioniemieckiej Formuły 3.

## Kalendarz wyścigów
| Runda | Data        | Tor        | Pole position   | Najszybsze okrążenie | Zwycięzca (kierowcy) | Zwycięzca (zespoły) |
| ----- | ----------- | ---------- | --------------- | -------------------- | -------------------- | ------------------- |
| 1     | 26 maja     | Bernau     | Rolf Gröndahl   | Rolf Gröndahl        | Rolf Gröndahl        | Vissefjärda MK      |
| 2     | 8–9 czerwca | Bautzen    | Frieder Rädlein | Frieder Rädlein      | Peter Findeisen      | MC Post Dresden     |
| 3     | 4 sierpnia  | Lückendorf | ?               | Heinz Melkus         | Heinz Melkus         | MC Post Dresden     |
| 4     | 11 sierpnia | Schleiz    | Heinz Melkus    | Peter Findeisen      | Peter Findeisen      | MC Post Dresden     |

## Klasyfikacja kierowców
| Legenda oznaczeń w tabelach wyników Wyświetl szablon na nowej stronie | Legenda oznaczeń w tabelach wyników Wyświetl szablon na nowej stronie                                                                     |
| Oznaczenie                                                            | Wyjaśnienie |
| --------------------------------------------------------------------- | --- |
| Złoty                                                                 | Zwycięzca lub mistrzostwo |
| Srebrny                                                               | 2. miejsce lub wicemistrzostwo |
| Brązowy                                                               | 3. miejsce lub II wicemistrzostwo |
| Zielony                                                               | Ukończył, punktował (w klasyfikacji generalnej, gdy zdobył co najmniej jeden punkt na przestrzeni sezonu, poza trzema powyższymi opcjami) |
| Niebieski                                                             | Ukończył, nie punktował (w klasyfikacji generalnej, gdy nie zdobył co najmniej jednego punktu na przestrzeni sezonu)                      |
| Czerwony                                                              | Nie zakwalifikował się (NZ) |
| Czerwony                                                              | Nie prekwalifikował się (NPK) |
| Różowy                                                                | Nie ukończył (NU) |
| Różowy                                                                | Niesklasyfikowany (NS) (w klasyfikacji generalnej, gdy nie został sklasyfikowany w żadnym wyścigu sezonu)                                 |
| Czarny                                                                | Zdyskwalifikowany (DK) |
| Czarny                                                                | Wykluczony (WYK/EX) |
| Biały                                                                 | Nie wystartował (NW) |
| Biały                                                                 | Kontuzjowany (K/INJ) |
| Biały                                                                 | Wyścig odwołany (OD/C) |
| Bez koloru                                                            | Został wycofany (WYC/WD) |
| Bez koloru                                                            | Nie przybył (NP/DNA) |
| Bez koloru                                                            | Nie brał udziału w treningach (NT/DNP) |
| Bez koloru                                                            | Nie został zgłoszony (–) |
| Pogrubienie                                                           | Start z pole position |
| Kursywa                                                               | Najszybsze okrążenie wyścigu |
| †                                                                     | Nie ukończył, ale jego rezultat został zaliczony ze względu na przejechanie więcej niż 90% dystansu wyścigu.                              |
| *                                                                     | Sezon w trakcie |
| 1/2/3                                                                 | Punktowana pozycja w sprincie kwalifikacyjnym                                                                                             |
| Lista systemów punktacji Formuły 1                                    | |

| Poz.                                          | Kierowca              | Zespół               | BER | BAU | LCK | SLZ | Punkty |
| --------------------------------------------- | --------------------- | -------------------- | --- | --- | --- | --- | ------ |
| 1                                             | Heinz Melkus          | MC Post Dresden      | 3   | 2   | 1   | 2   | 28     |
| 2                                             | Peter Findeisen       | MC Post Dresden      | 8   | 1   | 2   | 1   | 24     |
| 3                                             | Christian Pfeiffer    | MC Dresden           | 7   | 4   | 8   | 4   | 9      |
| 4                                             | Hans Roediger         | MC Post Dresden      | 6   | 3   | -   | -   | 8      |
| 5                                             | Frieder Rädlein       | MC Lockwitzgrund     | 5   | 6   | -   | -   | 7      |
| 6                                             | Jürgen Käppler        | MC Brand-Erbisdorf   | NU  | NU  | 3   | NU  | 4      |
| 7                                             | Manfred Bretschneider | MC Automot Heidenau  | NU  | NU  | 4   | 6   | 4      |
| 8                                             | Siegfried Scholz      | MC Bernauer Schleife | NU  | 9   | 5   | 5   | 4      |
| 9                                             | Klaus-Peter Krause    | MC Dresden           | 10  | 5   | 6   | 7   | 4      |
| 10                                            | Wolfgang Krug         | MC Meißen            | NU  | 8   | 9   | 3   | 4      |
| NS                                            | Herbert Armstroff     | MC Gotha             | NU  | 7   | 7   | -   | 0      |
| NS                                            | Dieter Pankrath       | MC Köpenick          | NU  | NU  | -   | -   | 0      |
| Kierowcy niedopuszczeni do zdobywania punktów |                       |                      |     |     |     |     |        |
| NS                                            | Rolf Gröndahl         | Vissefjärda MK       | 1   | -   | -   | -   | 0      |
| NS                                            | Paul Deetens          | Belgian Racing Team  | 2   | -   | -   | -   | 0      |
| NS                                            | Alois Gbelec          | ARC Brno             | 4   | -   | -   | -   | 0      |
| NS                                            | Otto Buchberger       | ARC Brno             | 9   | -   | -   | -   | 0      |
| NS                                            | René Scalais          | René Scalais         | 11  | -   | -   | -   | 0      |
| NS                                            | Vladislav Ondřejík    | ARC Brno             | 12  | -   | -   | -   | 0      |
| NS                                            | Karel Babolka         | ARC Brno             | NU  | -   | -   | -   | 0      |